# Streamers (opera teatrale)
Streamers è un'opera teatrale del drammaturgo statunitense David Rabe, debuttata a New Haven 1976.

## Trama
Ultimo capitolo di una trilogia drammatica dedicata alla guerra del Vietnam, Streamers racconta  dei conflitti tra un gruppo di commilitoni che si addestrano per essere spediti a combattere nel Sud-est asiatico. Tra loro ci sono Roger, un afroamericano della classe media, Richie, un ricco newyorchese che fatica ad accettare la propria omosessualità, il campagnolo conservatore Billy e Carlyle, un nero fuori dagli schemi. A comandarli ci pensano il sergente Cokes, violento e alcolizzato, e il sergente Rooney, ansioso di andare a combattere.

## Produzioni
La pièce debuttò a New Haven il 30 gennaio 1976, con la regia di Mike Nichols e un cast composto da Herbert Jefferson (Roger, Peter Evans (Richie), John Heard (Billy), Joe Fields (Carlyle), Dolph Sweet (Cokes) e Kenneth McMillan (Rooney). 
Streamersandò in scena nell'Off Broadway il 21 aprile 1976 al Mitzi E. Newhouse Theater del Lincoln Center e rimase in scena per 478 repliche fino al 5 giugno 1977. Il cast comprendeva Terry Alexander (Roger), Paul Rudd (Billy) e Dorian Harewood (Carlyle), con Evans, Sweet e McMillian nei ruoli già interpretati in Connecticut. In seguito Mark Metcalf rimpiazzò Rudd nel ruolo di Billy. Il dramma vinse il Drama Desk Award alla migliore opera teatrale e fu candidata al Tony Award alla migliore opera teatrale.
La Roundabout Theatre Company mise in scena una nuova produzione nell'Off Broadway dal 17 ottobre 2008 all'11 gennaio 2009. Diretta da Scott Ellis, la produzione annoverava nel cast J.D. Williams (Roger), Hale Appleman (Richie), Brad Fleischer (Billy), Atoh Essandoh (Carlyle), Larry Clarke (Sgt. Cokes) e John Sharian (Sgt. Rooney).

## Adattamento cinematografico
Nel 1983 Robert Altman diresse l'omonimo adattamento cinematografico del dramma.